# Sassun
Sassun (armeni: Սասուն; kurd: Qabilcewz; turc: Sason) és un districte de Turquia, que forma part de la província de Batman.
En el passat, Sassun (o Sanassunq) fou un districte d'Armènia a la província d'Altzniq, en una zona muntanyosa i poc accessible, part de l'Altiplà d'Armènia.
La regió anava de la muntanya Surb Luys al nord-oest fins prop de Martiriòpolis ocupant la banda esquerra del riu Kadirt. Les muntanes Andok i Kapan també eren punts destacats. També ocupava tota la vall del Manasma (des del seu naixement fins al punt en què desaigua al Kadirt) prop del naixement del qual estava situada la ciutat de Sassun, i poc més al nord la muntanya Tsovasar. A l'est de Sassun quedava el districte de Khoit i a l'oest el territori muntanyós d'Aspakuniats Tzor.
El districte en conjunt limitava al nord amb el Taron; a l'est amb Khoit, Gzekh i Erkhetq; al sud Arzanene i Npret; i a l'oest l'Astianene.
Pertanyia als Mamiconis i vers el 771 els àrabs els van prendre molts dels seus dominis però és possible que una branca pogués subsistir a les inaccessibles muntanyes de Sassun. Aquesta branca en un temps va arribar a dominar de Taron a Arsamòsata (va existir fins molt avançat el segle xi) però es coneix molt poc de la seva història.
La major part del districte va passar als Bagràtides i el 826, a la mort d'Asoci IV Bagratuní li va succeir el seu fill Simbaci VIII Bagratuní, però poc temps després un altre fill, Bagrat I Bagratuní, va rebre Sassun, Khoi i Taron.
El 855 trobem un Joan de Sassun presoner a Samarra que havia estat capturat per Bogha al-Khabir i que fou executat per haver matat al ostikan d'Armènia Yusuf ben Abu Said ben Marwazi (851-852).
Vers el 870 el príncep Gurguèn de Mardastan tenia a Khoit i Sassun com a territoris vassalls i el seu poder s'estenia fins al país de Muş (Taron). Vers el 878 el príncep de Mardastan havia perdut el Taron i probablement Khoit i Sassun que tornaven a esser bagràtides.
El 897 apareixen en mans del qaisita d'Arzèn Abu-l-Maghrà ibn Mussa ibn Zurara que fou atacat per l'emir-governador de Diyar Bakr, Àhmed ibn Issa ibn Xaykh, cridat pels feudals de Baspracània, i va annexionar el principat bagràtida de Taron i l'emirat d'Arzèn amb les muntanyes de Khoit i Sassun.
Després va formar part dels dominis del governadors i després emirs Hamdànides (de Mosul menys del 947 al 867 que fou incorporat a l'emirat d'Alep).
Els romans d'Orient van incorporar Taron, Sassun i Khoi el 973. L'emperador romà d'Orient va estar el 974 a Mush, capital del Taron. Allí fou hostilitzat pels muntanyesos de Sassun, contraris a l'annexió a l'Imperi Romà d'Orient. L'acord entre l'emperador i els armenis es va mantenir després de complicades negociacions. Finalment l'emperador va baixar cap a Mesopotàmia, va incendiar Mayyafarikin, i va ocupar Diyar Bakr i Nisibe. Després va retornar a Constantinoble per celebrar el triomf.
Els romans d'Orient van conservar la regió fins a la meitat del segle xi, i els nakharark locals van seguir en el poder. Vers la meitat del segle xi la regió estava en mans d'un emir kurd i després del 1084 ja no s'esmenta més com a entitat autònoma, havent passat segurament a poder de les tribus turques.